# المتلصصة
النظرة المتطفلة (بالبرتغالية: Olhar Indiscreto‏) أو المتلصصة حسب ترجمة نتفليكس العربية، مسلسل درامي برازيلي قصير من 10 حلقات من إخراج لوسيانا أوليفيرا وهو من أعمال نتفليكس الأصلية. تم عرضه على المنصة لأول مرة بتاريخ 1 يناير 2023.

## قصة المسلسل
ميرندا (ديبورا ناسيمنتو) شابة جميلة، مخترقة ومتلصصة تتخذ من مراقبة حياة الآخرين هواية لها. تصبح هوايتها أكثر إثارة عندما تنتقل كليو (إيمانويل أرواجو)، وهي عاهرة فاخرة، إلى المبنى المقابل. تبدأ الاثنتان علاقة صداقة، لكن كل شيء يتغير عندما تطلب كليو من ميرندا أن تعتني بكلبتها الصغيرة بينما تسافر هي مع أحد زبائنها. منذ تلك اللحظة وتنخرط ميرندا في مؤامرة مليئة بالشهوة والأسرار والجرائم.

## بطولة
- ديبورا ناسيمنتو في دور ميرندا.
- إيمانويل أرواجو في دور كلوي.
- نيكولاس أنطونيش في دور فرناندو.
- أنجيلو رودريغيش في دور هيتور.
- ديبورا دوارتي في دور دونا إستير.

## وصلات خارجية
- المتلصصة على موقع IMDb (الإنجليزية)
- المتلصصة على موقع روتن توميتوز (الإنجليزية)
- المتلصصة على موقع نتفليكس (الإنجليزية)
- المتلصصة على موقع كينوبويسك (الروسية)
- المتلصصة على موقع ألو سيني (الفرنسية)
- المتلصصة على موقع قاعدة بيانات الفيلم (الإنجليزية)